# Jonas Hellborg

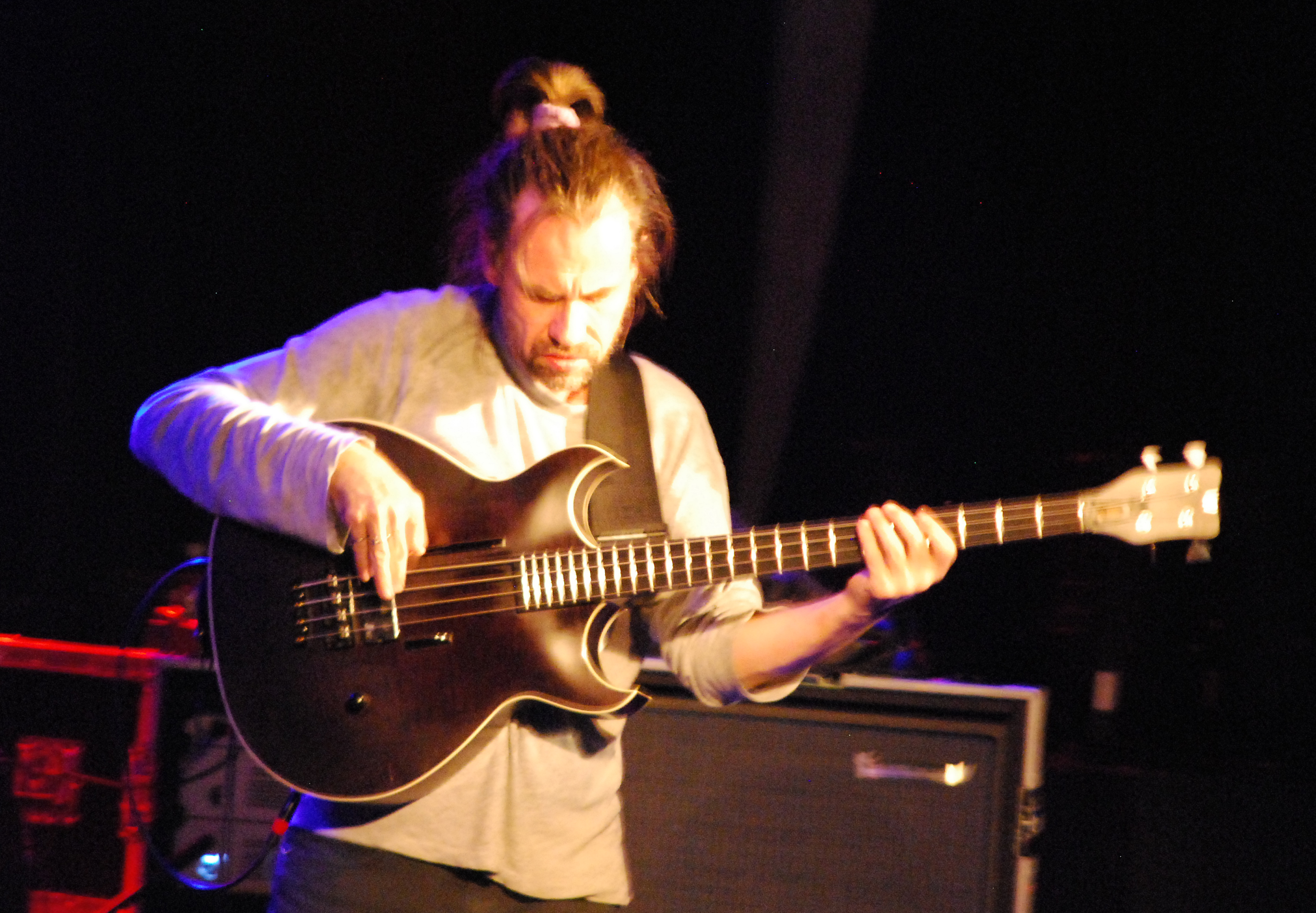
Jonas Hellborg, Innsbruck 2011

Jonas Hellborg, född 7 juni 1958 i Göteborg, är en svenskfödd basist inom jazz/fusiongenren som bland annat spelat med John McLaughlin, Bill Laswell, Shawn Lane, Buckethead, Jens Johansson och Anders Johansson. Jonas Hellborg är son till Tove Waltenburg och han deltog som barnskådespelare och senare även som vuxen i TV-serien Hem till byn där hon också medverkade. Debuterade internationellt med ett solobasframträdande på jazzfestivalen i Montreux 1981, där han introducerade sin banbrytande slapping-teknik.

## Diskografi
som bandledare
- The Bassic Thing (solo bas)(1979), Day Eight Music
- Elegant Punk (solo bas)(1984), Day Eight Music
- Axis (1988), Day Eight Music
- Adfa (1989), Day Eight Music
- Bass, Day Eight Music
- The Silent Life (acoustic solo bass) (1991), Day Eight Music
- Jonas Hellborg Group (1990), Day Eight Music
- Jonas Hellborg Group/E feat. Anders and Jens Johansson (1991), Day Eight Music
- The Word (1991), Axiom
- Abstract Logic, Bardo
- Octave of the Holy Innocents (1993), Day Eight Music (re-released 2003, Bardo)
- Temporal Analogues of Paradise, Bardo
- Time Is the Enemy, Bardo
- Aram of the 2 Rivers (1999), Bardo
- Zenhouse (1999), Bardo
- Good People in Times of Evil, Bardo
- Personae, Bardo
- Icon: A Transcontinental Gathering, Bardo
- Paris (DVD) Bardo
- Kali's Son (2006), Bardo
- Art Metal (2007), Bardo

Med Mahavishnu Orchestra
- Mahavishnu, (1984) Warner Bros.
- Adventures in Radioland, (1986) Relativity

Med Deadline
- Dissident (1991), Day Eight Music
- Down by Law, Cell

Med Michael Joseph Smith
- Faces, Day Eight Music
- All our steps, Day Eight Music

Med Michael Shrieve
- Two Doors, CMP
- THE LEAVING TIME,NOVUS/BMG

Med Public Image Ltd
- Album, Virgin

Med Trilok Gurtu
- Usfret, CMP

Med Sultan Khan och Fazal Qureshi
- Friends Across Boundaries, Ninnad Music

Med Ginger Baker
- Unseen Rain, Day Eight Music
- Middle Passage, Axiom

Med Kollektiv
- feat. Jonas Hellborg, ITM

Med Jens Johansson
- Fjäderlösa tvåfotingar, Day Eight Music

Med Anders Johansson
- Shutka, Day Eight Music
- Red Shift, Heptagon

Med RAF (feat. Peter Brötzmann, Bill Laswell, Jamal Evans)
Ode to a Tractor (1992), Day Eight Music
Med Reebop
Melodies in a Jungle Man's Head, Day Eight Music
Med Shining Path
- No Other World (1992)